# Enyoh
Enyoh est un village du Cameroun situé dans l’arrondissement de Batibo, dans le département de Momo et dans la Région du Nord-Ouest. C'est aussi le siège d'une chefferie traditionnelle de 2e degré.

## Localisation
Le village d’Enyoh est localisé à 5° 46′ 30″ N et 9° 53′ 59″ E. Il se trouve à environ 34 km de distance de Bamenda, le chef-lieu de la Région du Nord-Ouest et à environ 278 km de distance de Yaoundé, la capitale du Cameroun.

## Population
Lors du recensement national de 2005, Enyoh comptait 2 342 habitants.
En 2012, une étude locale a dénombré 3 098 habitants, dont 1 518 hommes et 1 580 femmes.

## Éducation
Enyoh a cinq écoles publiques : G.S Kose Enyoy (année de construction : 1989), G.H.S Enyoy (1997), G.S Kururdang Enyoh (2001), G.N.S Enyoh (2003), G.T.C Enyoh (2009) et une école privée : St Thomas C.S Enyoy (1954).

## Réseau routier
Une route rurale, à l'état passable, relie Enyoh aux villages de Ambo et de Ashong.